# Lunca Gârții, Argeș
Lunca Gârții este un sat în comuna Stoenești din județul Argeș, Muntenia, România. Satul are cam 50 de locuitori și este situat pe valea Dâmboviței în nord-vestul comunei. Este cel mai mic dintre cele șapte sate care constituie comuna.